# Bactericera
Bactericera är ett släkte av insekter som beskrevs av Puton 1876. Bactericera ingår i familjen spetsbladloppor.

## Dottertaxa tillBactericera, i alfabetisk ordning[1][2]
- Bactericera acutipennis
- Bactericera albiventris
- Bactericera antennata
- Bactericera arbolensis
- Bactericera arcuata
- Bactericera athenae
- Bactericera atraphaxidis
- Bactericera bohemica
- Bactericera bucegica
- Bactericera calcarata
- Bactericera cockerelli
- Bactericera crithmi
- Bactericera curvatinerivs
- Bactericera curvatinervis
- Bactericera dorsalis
- Bactericera dracunculi
- Bactericera dubia
- Bactericera femoralis
- Bactericera gobica
- Bactericera harrisoni
- Bactericera kratochvili
- Bactericera lavaterae
- Bactericera loginovae
- Bactericera lyrata
- Bactericera maculipennis
- Bactericera maura
- Bactericera melanoparia
- Bactericera miyatakeiana
- Bactericera modesta
- Bactericera nigra
- Bactericera nigricornis
- Bactericera parastriola
- Bactericera perrisii
- Bactericera petiolata
- Bactericera reuteri
- Bactericera rossica
- Bactericera rubra
- Bactericera salicivora
- Bactericera salictaria
- Bactericera schwarzii
- Bactericera silvarnis
- Bactericera striola
- Bactericera substriola
- Bactericera tremblayi
- Bactericera trigonica
- Bactericera vellae
- Bactericera versicolor